# دونموداره

دونموداره مجموعه داده ایریسِ آندرسون

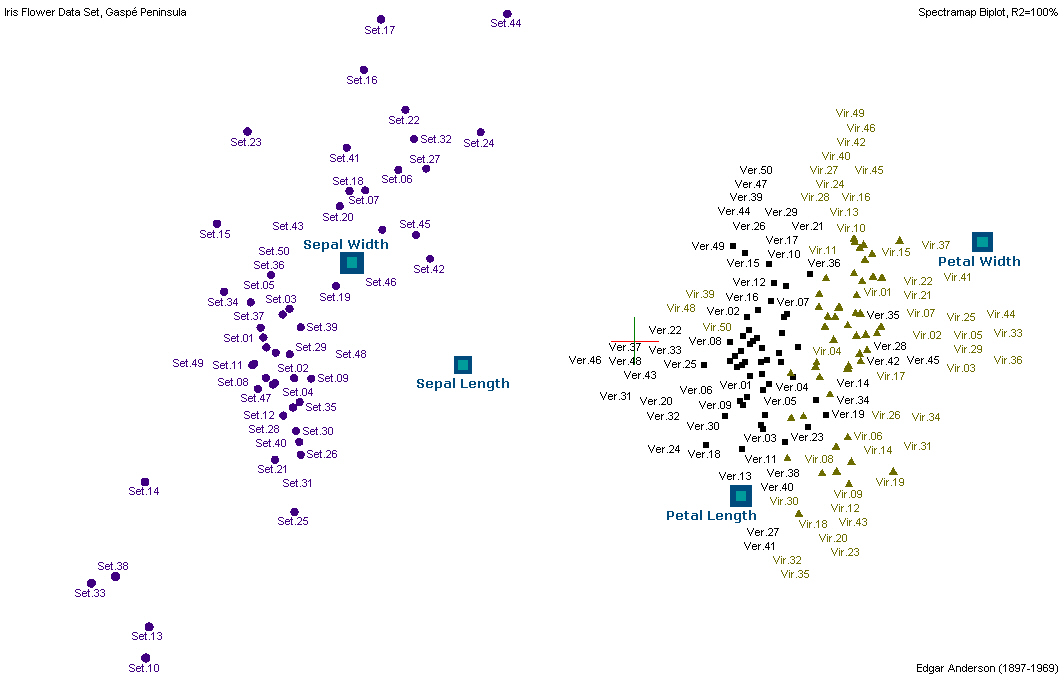
طیف دونموداره مجموعه داده ایریسِ اندرسون

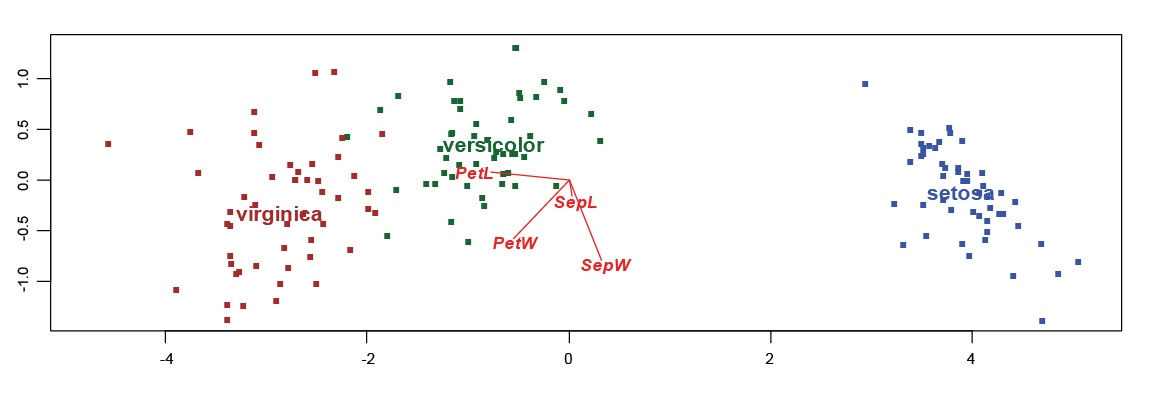
آنالیز تفکیک‌شده دونموداره داده ایریسِ فیشر

دونموداره‌ها نوعی گراف اکتشافی در آمار اند، که شکل عمومی یک نمودار نقطه‌ای دو متغیره ساده می‌باشند. یک دونموداره امکان نمایش نموداری نمونه‌ها و متغیرهای ماتریس داده را فراهم می‌سازد. نمونه‌ها با نقطه و متغیرها با بردار، محورهای خطی و مسیرهای غیرخطی نمایش داده می‌شوند. در شرایط متغیرهای طبقه‌بندی شده، از نقاط سطح طبقه‌بندی برای نشان‌دادن متغیرهای طبقه‌بندی‌شده‌استفاده می‌شود. یک دونموداره عمومی اطلاعاتی هم دربارهٔ متغیرهای مستمر و هم دربارهٔ متغیرهای طبقه‌بندی‌شده فراهم می‌کند.